# Ахмед, Риаз
Риаз Ахмед (англ. Riaz Ahmed, 11 сентября 1941, Равалпинди, Британская Индия) — пакистанский хоккеист (хоккей на траве), полузащитник. Олимпийский чемпион 1968 года, серебряный призёр летних Олимпийских игр 1972 года.

## Биография
Риаз Ахмед родился 11 сентября 1941 года в индийском городе Равалпинди (сейчас в Пакистане).
В 1968 году вошёл в состав сборной Пакистана по хоккею на траве на Олимпийских играх в Мехико и завоевал золотую медаль. Играл на позиции полузащитника, провёл 9 матчей, мячей не забивал.
В 1970 году в составе сборной Пакистана завоевал золотую медаль хоккейного турнира летних Азиатских игр в Бангкоке.
В 1971 году получил от президента Пакистана награду Pride of Perfomance.
В 1972 году вошёл в состав сборной Пакистана по хоккею на траве на Олимпийских играх в Мюнхене и завоевал серебряную медаль. Играл на позиции полузащитника, провёл 5 матчей, мячей не забивал.
В 1966—1972 годах провёл за сборную Пакистана 55 матчей, забил 2 мяча.